# 羅克克里克 (明尼蘇達州)
羅克克里克（英語：Rock Creek）是一個位於美國明尼蘇達州派恩縣的城市。

## 人口
根據2020年美國人口普查的數據，羅克克里克的面積為112.20平方千米，當中陸地面積為111.40平方千米，而水域面積為0.80平方千米。當地共有人口1682人，而人口密度為每平方千米15人。